# Dolina Oise
Dolina Oise (fr. Val-d'Oise, wymowaⓘ [valˈdwaːz]) – francuski departament położony w regionie Île-de-France. Departament oznaczony jest liczbą 95. Departament został utworzony 1 stycznia 1968 roku.
Według danych na rok 2010 liczba zamieszkującej departament ludności wynosi 1 171 161 os. (939 os./km²); powierzchnia departamentu to 1246 km². Ośrodkiem administracyjnym (prefekturą) departamentu jest Pontoise, a największym miastem – Argenteuil.
W 2023 roku w skład departamentu wchodziły 184 gminy (lista).

## Miejscowości
Największe miejscowości departamentu (w nawiasach liczba ludności w 2021 roku):

- Argenteuil (107 221)
- Cergy (68 348)
- Sarcelles (58 424)
- Garges-lès-Gonesse (42 841)
- Franconville (37 520)
- Bezons (32 017)
- Herblay-sur-Seine (31 605)
- Pontoise (31 327)
- Goussainville (30 693)
- Ermont (28 987)
- Villiers-le-Bel (28 836)
- Taverny (27 025)
- Sannois (26 768)
- Cormeilles-en-Parisis (26 741)
- Gonesse (25 963)
- Eaubonne (25 373)
- Saint-Ouen-l'Aumône (25 023)
- Montigny-lès-Cormeilles (22 603)
- Deuil-la-Barre (22 510)
- Montmorency (21 870)
- Saint-Gratien (20 866)
- Éragny (18 468)
- Soisy-sous-Montmorency (18 008)
- Osny (17 277)
- Jouy-le-Moutier (17 175)
- Domont (16 078)
- Vauréal (16 034)
- Saint-Leu-la-Forêt (15 979)
- Saint-Brice-sous-Forêt (15 209)
- Montmagny (14 775)
- Arnouville (14 585)
- Persan (13 996)
- Louvres (12 083)
- L’Isle-Adam (11 846)
- Enghien-les-Bains (11 440)
- Méry-sur-Oise (10 046)

## Gospodarka
Departament Dolina Oise wraz z departamentem Yvelines stanowi skupisko francuskiego przemysłu motoryzacyjnego. W ramach tych dwóch departamentów firmy motoryzacyjne (PSA Peugeot Citroën, Renault oraz ich podwykonawcy) zatrudniają około 75 tys. pracowników w 400 zakładach. Skupia się tam niemal 20% produkcji motoryzacyjnej Francji, z czego 60% kierowane jest na eksport.